# Big Stink
Ne doit pas être confondu avec Grande Puanteur.
Big Stink était le nom de l'un des avions Boeing B-29 Superfortress (B-29-40-MO 44-27354, Victor 90) ayant participé à la mission de largage de la bombe atomique Fat Man sur Nagasaki au Japon le 9 août 1945. Son rôle était d'assurer des prises de vue de l'explosion et d'analyser les effets de la bombe. Des scientifiques avaient pris place à bord de l'appareil. La mission fut assurée par l'équipage C-14 et le major James I. Hopkins Jr. aux commandes de l'appareil. 

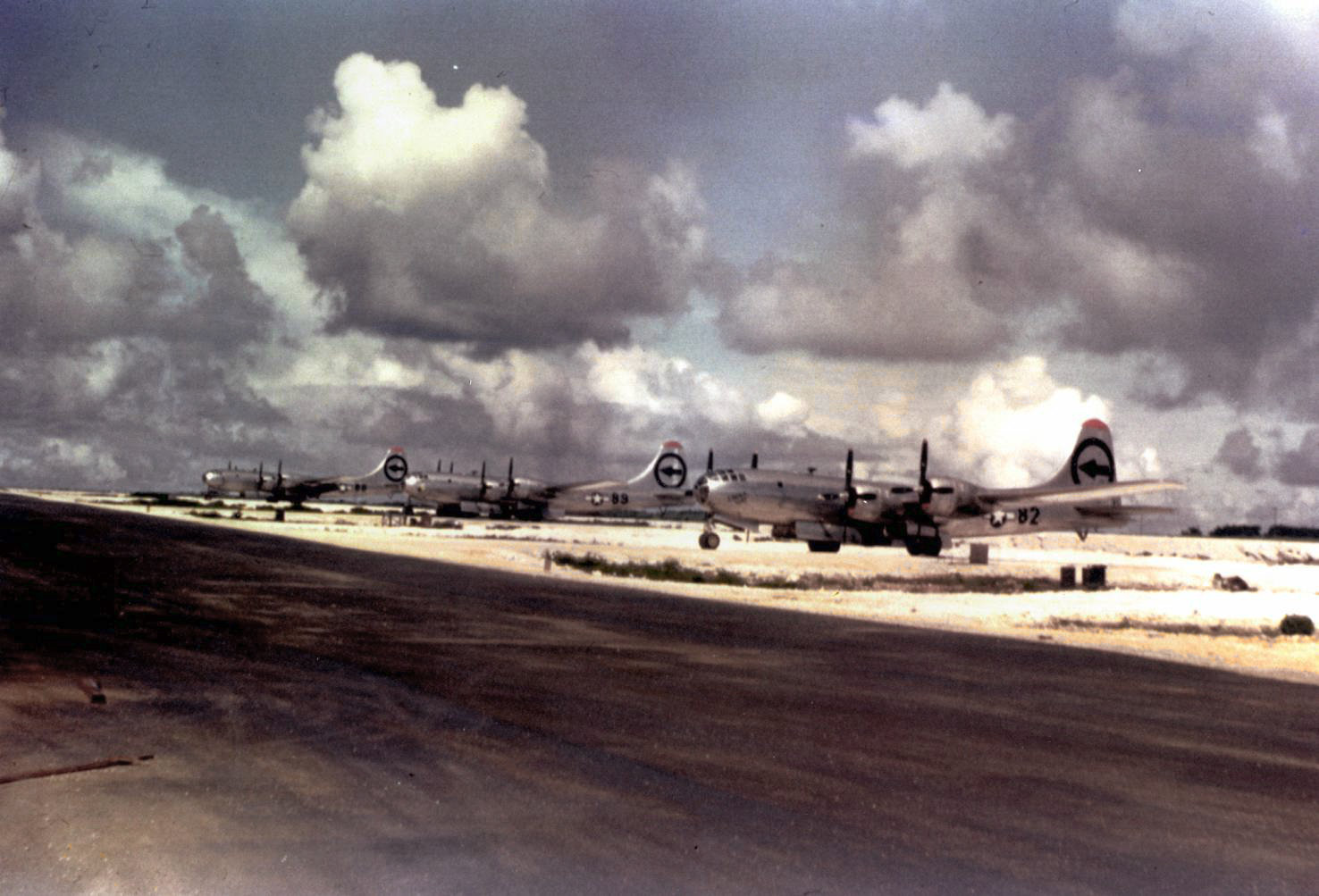
Big Stink (à gauche) avec les autres avions de la mission, avant leur départ.

Big Stink dut abandonner l'un de ses membres alors qu'il se trouvait sur la piste de décollage. Le major Hopkins ordonna en effet au docteur Robert Serber du projet Alberta de quitter l'appareil car le scientifique n'avait pas son parachute. Serber était toutefois le seul à savoir manier la caméra à haute vitesse. Hopkins reçut les instructions sur le fonctionnement de l'appareil par radio depuis Tinian. 
Ce contretemps fut lourd de conséquences puisque Bockscar et The Great Artiste, les deux autres B-29 assignés à la mission de bombardement durent attendre Big Stink pendant près de quarante minutes en effectuant des cercles autour de l'île. L'avion n'arrivant toujours pas, ils furent contraints de l'abandonner et de se diriger vers leur cible sans lui : la ville de Kokura. Or, pendant ce laps de temps, une épaisse couverture nuageuse s'était mise en place au-dessus de la ville, empêchant tout contact visuel. Les ordres stipulant clairement que le bombardement ne devait pas se faire à l'aveugle, les avions prirent l'initiative de se diriger vers leur cible secondaire : la ville de Nagasaki.
Big Stink arriva à Nagasaki quelque temps après l'explosion et put prendre des photos des effets dévastateurs de la bombe. Il retourna ensuite au terrain de Yontan à Okinawa, avec Bockscar et The Great Artiste.
Le nom de l'avion veut littéralement dire « grosse puanteur ».

## Équipage
L'équipage était constitué des membres du groupe C-14 (normalement assigné à Necessary Evil du capitaine Norman Ray)
- Major James I. Hopkins, Jr., pilote
- Second lieutenant  John E. Cantlon, copilote
- Second lieutenant  Stanley G. Steinke, navigateur
- Second lieutenant Myron Faryna, bombardier
- Sergent-maître George L. Brabenec, ingénieur de vol
- Sergent Francis X. Dolan, Opérateur radio
- Caporal Richard F. Cannon, Opérateur radar
- Sergent Martin G. Murray, mitrailleur cellule arrière
- Sergent Thomas A. Bunting, ingénieur assistant

Parmi les passagers figuraient aussi deux observateurs britanniques :
- Capitaine Leonard Cheshire
- Professeur William G. Penney, membre du projet Alberta